# Бадонвиллер
Бадонвилле́р, ранее Баденвайлер (фр. Badonviller, устар. нем. Badenweiler) — коммуна во французском департаменте Мёрт и Мозель региона Лотарингия. Является центром одноимённого кантона. Посёлок известен своими красивыми фонтанами и домами старого города.

## География

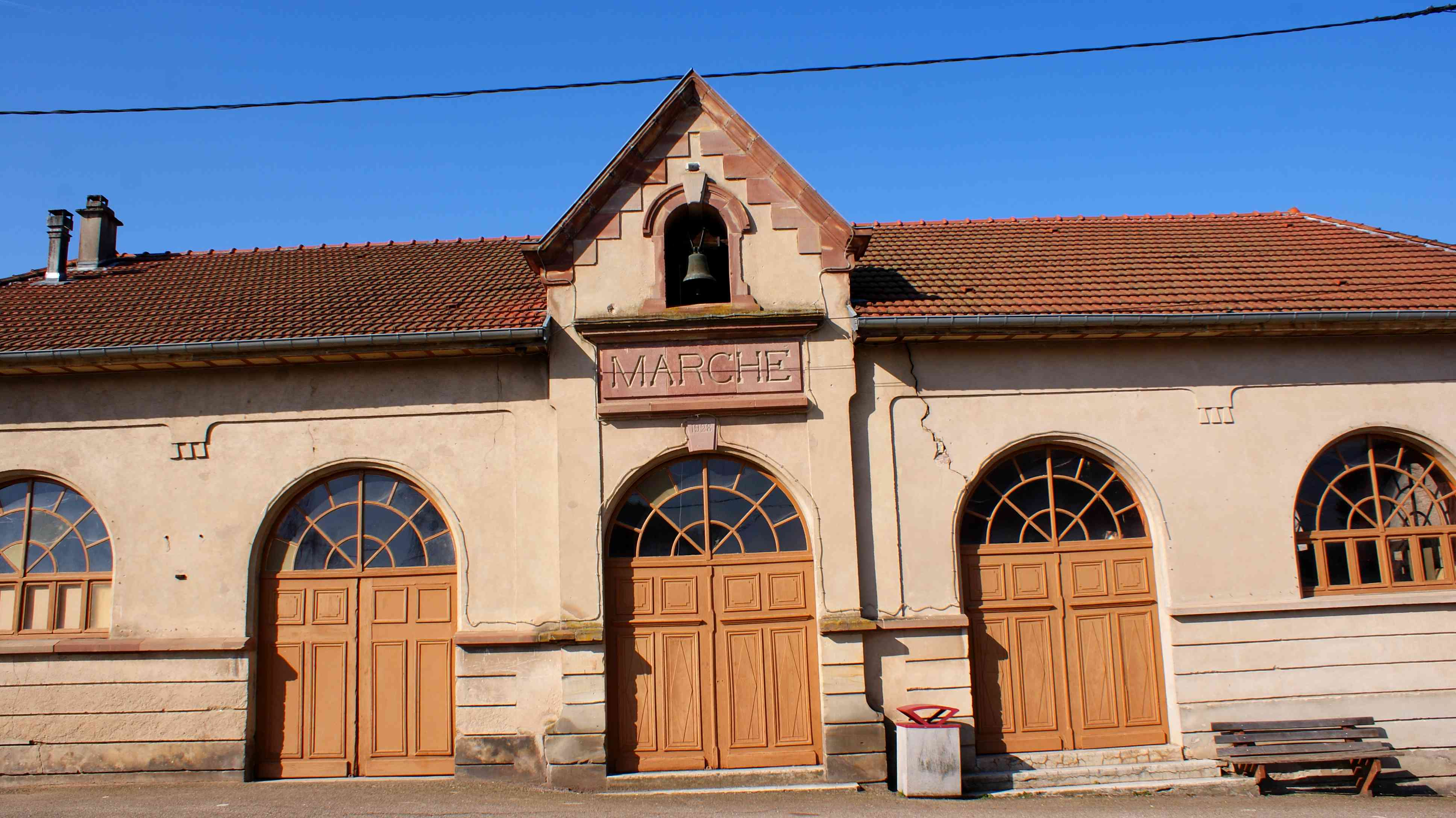
Бадонвиллер. Крытый рынок.

Бадонвиллер расположен в 60 км к востоку от Нанси на кратчайшем пути Нанси—Страсбург. До Баккары — 15 км, до Люневиля — 30 км. Соседние коммуны: Нёвиллер-ле-Бадонвиллер на севере, Бремениль и Ангомон на северо-востоке, Феннвиллер и Пексонн на юго-западе, Сен-Морис-о-Форж на северо-западе.
Бадонвиллер стоит на самом западном отроге Вогезов. Город пересекает приток Везузы Блетт. На юг от города находится водохранилище Пьер-Персе.

## Транспорт
- Посёлок пересекают 2 местные железнодорожные линии: R720 Люневиль—Парю и R710 Люневиль—Сире-сюр-Везуз.

## История
- На карте Кассини указан как Baudonviller.[1]

## Демография
Население коммуны на 2010 год составляло 1637 человек.
| 1962 | 1968 | 1975 | 1982 | 1990 | 1999 | 2010 |
| ---- | ---- | ---- | ---- | ---- | ---- | ---- |
| 2143 | 2050 | 1920 | 1812 | 1660 | 1513 | 1637 |

## Достопримечательности
- Церковь XVIII века

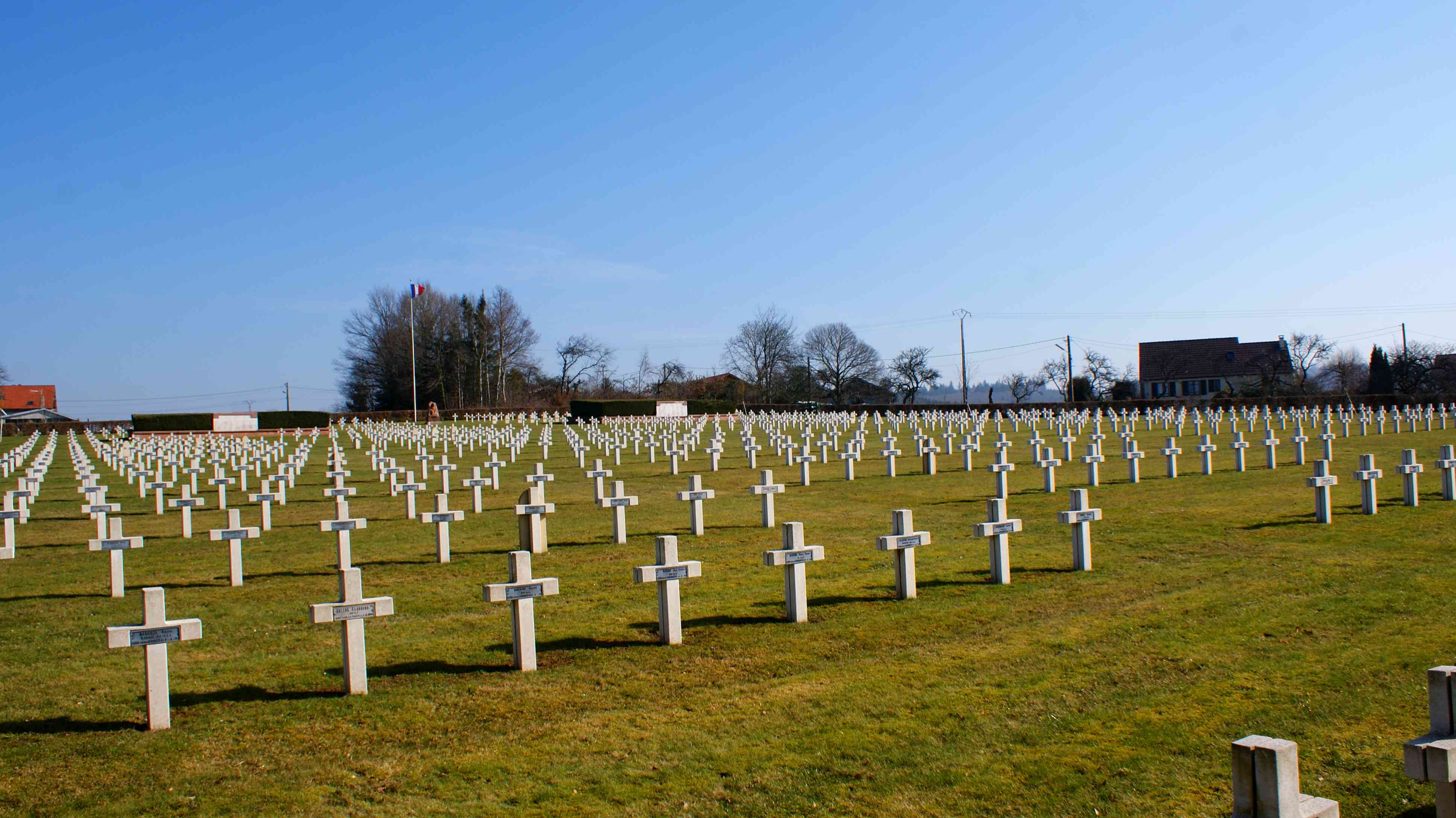
Военное кладбище в Бадонвиллере.

Монумент на военном кладбище (1916 год).

- Военное кладбище, на котором похоронено 2562 французских солдата, погибших в Первую мировую войну.
- В честь города был назван Баденвайлерский марш (de:Badenweiler Marsch), который во времена 3 рейха исполнялся при публичных появлениях Гитлера.

## Известные уроженцы

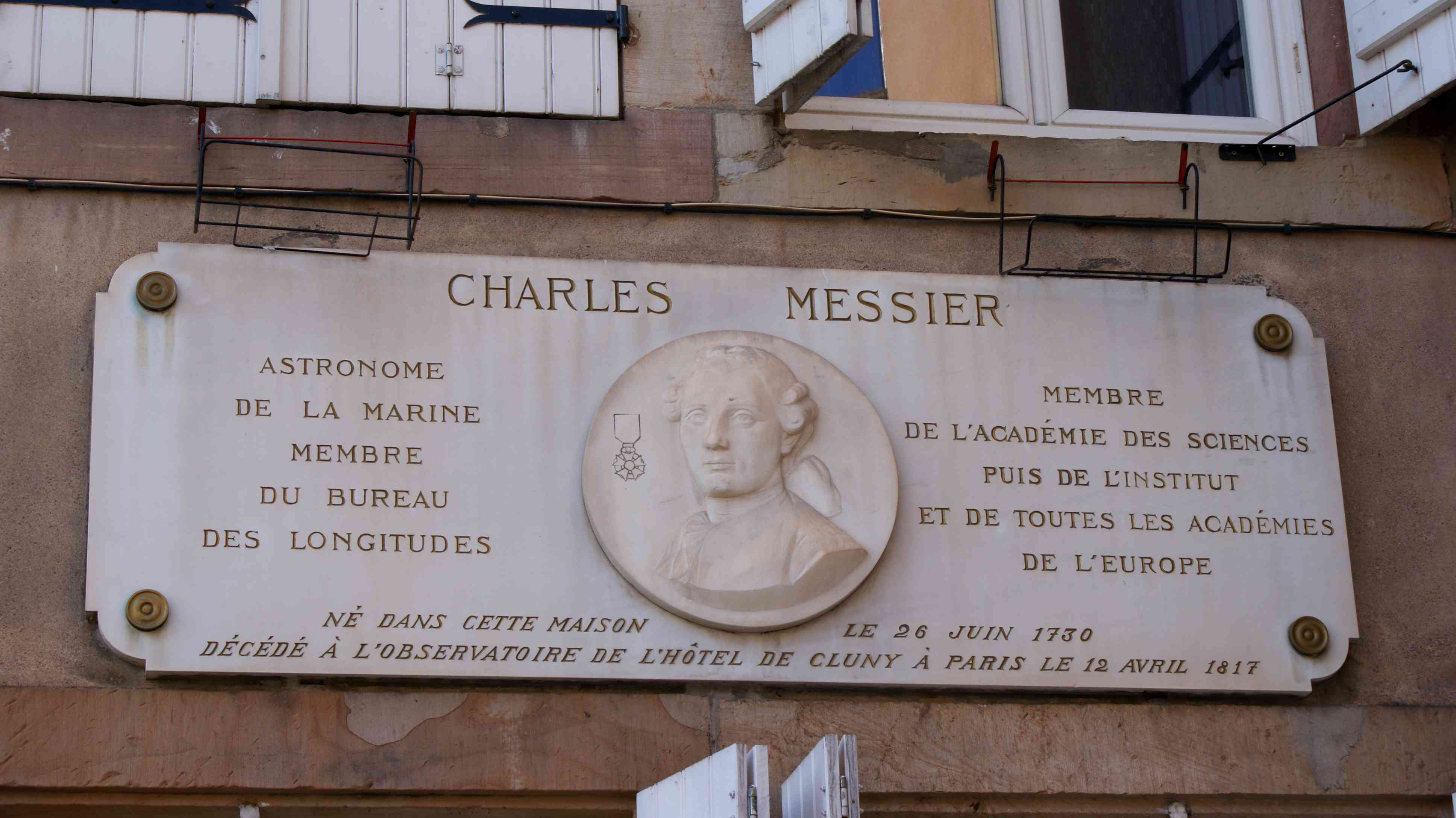
Мемориальная доска Шарля Мессье на доме, в котором родился знаменитый астроном.

- Шарль Мессье (1730—1817) — известный французский астроном
- Жан-Батист Клодо (фр. Jean-Baptiste Claudot, 1733—1805) — лотарингский и французский художник
- Огюст Клеман Жером (фр. Auguste Clément Gérôme, 1857—1919) — французский генерал времён Первой мировой войны
- Жан-Клод Ларше (фр. Jean-Claude Larchet, род. 1949) — французский православный философ, богослов и писатель